# Hungumalwa
Hungumalwa è una circoscrizione rurale (rural ward) della Tanzania situata nel distretto di Kwimba, regione di Mwanza. Conta una popolazione di 16 508 abitanti (censimento 2012).